# Okja
Okja é um filme sul-coreano-americano de 2017 dirigido por Bong Joon-ho e co-escrito por Bong e Jon Ronson. O filme é estrelado por Tilda Swinton, Paul Dano, Ahn Seo-hyun, e Jake Gyllenhaal.
O filme competiu pelo Palma de Ouro no Festival de Cinema de Cannes de 2017 e está disponível no catálogo da Netflix para reprodução e download desde o dia 28 de junho de 2017 em todo o mundo.

## Premissa
Uma jovem chamada Mikha arrisca tudo para evitar que uma poderosa multinacional sequestre sua melhor amiga — uma porca gigante, geneticamente modificada, chamada Okja.

## Elenco
- Ahn Seo-hyun como Mikha, uma jovem fazendeira que cuida de Okja
- Tilda Swinton como Lucy Mirando, a poderosa CEO da Mirando Corporation buscando lucrar com Okja
- Paul Dano como Jay, o líder de um grupo ativista de direitos dos animais
- Jake Gyllenhaal como Dr. Johnny Wilcox, um dedicado zoológo e personalidade da TV
- Byun Hee-bong como Heebong
- Steven Yeun como K, um ativista de direitos dos animais
- Lily Collins como Red, uma ativista de direitos dos animais
- Yoon Je-moon como Mundo Park
- Shirley Henderson como Jennifer
- Daniel Henshall como Blond, um ativista de direitos dos animais
- Devon Bostick como Silver, um ativista de direitos dos animais
- Choi Woo-shik como Kim
- Giancarlo Esposito como Frank Dawson, um associado da Mirando Corporation

## Recepção crítica
Okja detém uma classificação de aprovação de 81% no site agregador de críticas Rotten Tomatoes, com base em 43 críticas e uma média ponderada de 7.6/10. No Metacritic, o filme tem uma pontuação de 71 de 100, com base em 15 críticas, indicando "críticas geralmente favoráveis".